# Joseph Bryan Thompson

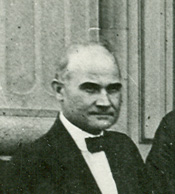
Joseph Bryan Thompson

Joseph Bryan Thompson (* 29. April 1871 bei Sherman, Texas; † 18. September 1919 bei Martinsburg, West Virginia) war ein US-amerikanischer Politiker. Zwischen 1913 und 1915 vertrat er den siebten und von 1915 bis 1919 den fünften Wahlbezirk des Bundesstaates Oklahoma im US-Repräsentantenhaus.

## Werdegang
Joseph Thompson besuchte die öffentlichen Schulen seiner Heimat und dann bis 1890 das Savoy College im Fannin County in Texas. Nach einem anschließenden Jurastudium und seiner 1892 erfolgten Zulassung als Rechtsanwalt begann er in Purcell im Indianergebiet des Oklahoma-Territoriums in seinem neuen Beruf zu arbeiten. Später zog er innerhalb des Territoriums nach Ardmore. Zwischen 1893 und 1897 wurde er Gerichtsbevollmächtigter am Bundesgericht (Commissioner for the United States Court) in diesem Gebiet. Danach zog er nach Pauls Valley, wo er als Rechtsanwalt arbeitete.
Thompson war Mitglied der Demokratischen Partei, deren Democratic National Conventions er in den Jahren 1900, 1904 und 1908 als Delegierter besuchte. Von 1896 bis 1904 war er im Parteivorstand im Oklahoma-Territorium und von 1906 bis 1908 war er Parteivorsitzender im Staat Oklahoma. Zwischen 1910 und 1913 gehörte er dem Senat von Oklahoma an. 1912 wurde er im neugeschaffenen siebten Wahlbezirk von Oklahoma in das US-Repräsentantenhaus gewählt. Diesen Distrikt vertrat er zwischen dem 4. März 1913 und dem 3. März 1915 im Kongress. Bei den folgenden Wahlen kandidierte er für den fünften Wahlbezirk, den er seit dem 4. März 1915 als Nachfolger von Scott Ferris bis zu seinem Tod am 18. September 1919 im Kongress vertrat. Joseph Thomsson starb während einer Heimreise mit der Eisenbahn in der Nähe von Martinsburg.